# Врх при Вишњи Гори
Врх при Вишњи Гори (словен. Vrh pri Višnji Gori) је насељено место у општини Иванчна Горица, Средњесловенска регија, Словенија.

## Историја
До територијалне реорганизације у Словенији био је у саставу старе општине Гросупље.

## Становништво
У попису становништва из 2011. године, Врх при Вишњи Гори је имао 126 становника.
| Број становника према пописима | Број становника према пописима | Број становника према пописима |
| ------------------------------ | ------------------------------ | ------------------------------ |
| 1991                           | 2002                           | 2011                           |
| 76                             | 106                            | 126                            |

Напомена: До 1953. исказивано под именом Врх.